# Plagiogyria
Plagiogyria ist einzige Gattung der Pflanzenfamilie Plagiogyriaceae innerhalb der Ordnung Baumfarne (Cyatheales).

## Merkmale
Die Sprossachsen sind kriechend bis meist aufrecht. Haare oder Schuppen fehlen. Die Blätter sind dimorph, sterile und fertile Teile sind unterschiedlich. Die Blattspreiten sind kammförmig (pectinat) bis einfach gefiedert. Die Nerven sind einfach bis einmal gegabelt, sie endigen frei oder anastomosieren in fertilen Blattspreiten an ihrem Ende. Junge Blätter sind dicht mit mehrzelligen, drüsigen, schleimabsondernden Haaren besetzt.
Die Sori besitzen keine Indusien. Die Sporangien stehen an den distalen Bereichen der Nerven. Die Sporangien-Stiele sind sechsreihig, der Anulus ist leicht undurchsichtig und durchgehend. Die Sporen sind tetraedrisch und trilet (dreiteilige Narbe).
Der Gametophyt ist grün und herzförmig.
Die Chromosomengrundzahl beträgt x = 66?

## Systematik und Verbreitung
Die Familie Plagiogyriaceae wurde 1926 durch Frederick Orpen Bower in Annals of Botany. Oxford, Volume 40, Seite 484 aufgestellt. Typusgattung ist Plagiogyria (Kunze) Mett. Die Erstveröffentlichung erfolgte 1850 unter dem Namen (Basionym) Lomaria sect. Plagiogyria Kunze durch Gustav Kunze in Die Farrnkräuter, Band 2, Seite 61. Den Rang einer Gattung hat sie 1858 durch Georg Heinrich Mettenius in Abhandlungen herausgegeben von der Senckenbergischen Naturforschenden Gesellschaft, Band 2, 1, Seite 265 erhalten. Typusart Plagiogyria euphlebia (Kunze) Mett.
Die Familie Plagiogyriaceae ist eng mit der Familie Culcitaceae verwandt.
Die Arten der Gattung Plagiogyria sind hauptsächlich von Ost- bis Südostasien verbreitet. Eine Art kommt in der Neotropis vor. In China gibt es acht Arten, eine davon nur dort.
Die Gattung Plagiogyria enthält etwa 15 Arten, darunter:
- Plagiogyria adnata (Blume) Beddome (Syn.: Plagiogyria adnata var. condensata H.Christ, Plagiogyria adnata var. reflexa C.Christensen & Tardieu, Plagiogyria adnata var. yakushimensis (K.Satô) K.Iwatsuki, Plagiogyria distinctissima Ching, Plagiogyria meghalayensis R.D.Dixit & A.Das, Plagiogyria rankanensis Hayata, Plagiogyria subadnata Ching, Plagiogyria wulingshanensis C.M.Zhang & S.F.Wu, Plagiogyria yakumonticola Nakaike, Plagiogyria yakushimensis K.Satô, Plagiogyria yunnanensis Ching): Sie ist im östlichen sowie nördlichen Indien, Myanmar, Thailand, Vietnam, Java, Sumatra, Malaysia einschließlich Borneo, Luzon, Japan, Taiwan und in den chinesischen Provinzen Anhui, Fujian, Guangdong, Guangxi, Guizhou, Hainan, Hubei, Hunan, Jiangxi, Sichuan, Yunnan sowie Zhejiang verbreitet.[2]
- Plagiogyria assurgens H.Christ: Sie gedeiht in humusreichen Wäldern und an Berghängen in Höhenlagen von 1200 bis 2500 Metern in den chinesischen Provinzen Chongqing, Sichuan sowie Yunnan.[2]
- Plagiogyria egenolfioides (Baker) Copel. (Syn.: Plagiogyria minuta Copel.): Sie kommt in Neuguinea und Borneo vor.[3]
- Plagiogyria euphlebia (Kunze) Mett. (Syn.: Plagiogyria attenuata Ching, Plagiogyria chinensis Ching, Plagiogyria christii Copel., Plagiogyria elongata R.D.Dixit & A.Das, Plagiogyria euphlebia var. grandis (Copeland) De Vol, Plagiogyria euphlebia var. triquetra (Wallich ex Mett.) Ching, Plagiogyria grandis Copel., Plagiogyria integripinna Ching, Plagiogyria koidzumii Tagawa, Plagiogyria maxima C.Christensen, Plagiogyria triquetra Wallich ex Mett.): Sie ist in Indien, Bhutan, Nepal, Myanmar, Korea, Vietnam, Japan einschließlich der Ryūkyū-Inseln, auf den Philippinen, in Taiwan und in den chinesischen Provinzen Anhui, Fujian, Gansu, Guangdong, Guangxi, Guizhou, Hubei, Hunan, Jiangxi, Sichuan, Yunnan sowie Zhejiang verbreitet.[2]
- Plagiogyria falcata Copeland (Syn.: Plagiogyria adnata var. angustata Rosenstock, Plagiogyria angustipinna Ching, Plagiogyria chekiangensis P.L.Chiu, Plagiogyria dentimarginata J.F.Cheng, Plagiogyria dunnii Copeland, Plagiogyria hayatana Makino, Plagiogyria tenuifolia Copeland): Sie kommt auf den Philippinen, in Taiwan und in den chinesischen Provinzen Anhui, Fujian, Guangdong, Guangxi, Guizhou, Hainan, Hunan, Jiangxi sowie Zhejiang vor.[2]
- Plagiogyria glauca (Blume) Mett. (Syn.: Plagiogyria brausei Nakaike, Plagiogyria distanta R.D.Dixit & A.Das, Plagiogyria formosana Nakai, Plagiogyria glauca subsp. formosana (Nakai) Nakaike, Plagiogyria glauca var. nana (Copel.) C.Christensen, Plagiogyria glauca var. philippinensis H.Christ, Plagiogyria glaucescens Ching, Plagiogyria nana Copel., Plagiogyria papuana (Brause) Alston non C.Christensen): Sie kommt im östlichen Indien, nördlichen Myanmar, in Tibet, Sichuan, Yunnan, Taiwan, Neuguinea, Indonesien, auf Borneo, Luzon, Mindanao, auf den Salomonen und im südlichen New Ireland vor.[2]
- Plagiogyria japonica Nakai (Syn.: Plagiogyria adnata var. distans Rosenstock, Plagiogyria caudifolia Ching, Plagiogyria hainanensis Ching, Plagiogyria intermedia Copel., Plagiogyria japonica var. pseudojaponica (Nakaike) K.Iwatsuki, Plagiogyria liangkwangensis Ching, Plagiogyria pseudojaponica Nakaike): Sie kommt im nördlichen Indien, in Korea, Japan einschließlich der Ryukyu-Inseln, Taiwan und in den chinesischen Provinzen Anhui, Fujian, Guangdong, Guangxi, Guizhou, Hainan, Hubei, Hunan, Jiangsu, Jiangxi, Sichuan, Yunnan sowie Zhejiang vor.[2]
- Plagiogyria pycnophylla (Kunze) Mett. (Syn.: Plagiogyria coerulescens Ching, Plagiogyria communis Ching, Plagiogyria decrescens Ching, Plagiogyria gigantea Ching, Plagiogyria glauca var. virescens C.Christensen, Plagiogyria lanuginosa Ching, Plagiogyria lineata Ching, Plagiogyria minguingensis R.D.Dixit & A.Das, Plagiogyria pycnophylla var. mixta Copel., Plagiogyria pycnophylla var. remota Christ, Plagiogyria scandens Mett., Plagiogyria simulans Ching, Plagiogyria taliensis Ching, Plagiogyria tetraptera W.M.Chu & J.J.He, Plagiogyria virescens (C.Christensen) Ching, Plagiogyria wilhelmensis Nakaike): Sie kommt im nördlichen Indien, nördlichen Myanmar, in Nepal, Bhutan, Tibet, Sichuan, Yunnan, Indonesien, Malaysia inklusive Borneo, Neuguinea, sowie auf Luzon vor.[2]
- Plagiogyria semicordata (C.Presl) H.Christ (Syn.: Plagiogyria biserrata Mett., Plagiogyria obtusa Copel.): Sie kommt in Zentralamerika, auf Karibischen Inseln und in Ecuador vor.[4]
- Plagiogyria stenoptera (Hance) Diels (Syn.: Plagiogyria argutissima H.Christ, Plagiogyria henryi H.Christ, Plagiogyria petelotii Copel.): Sie kommt in Vietnam, auf Luzon, auf der japanischen Insel Yakushima, in Taiwan und in den chinesischen Provinzen Guangxi, Guizhou, Hubei, Hunan, Sichuan sowie Yunnan vor.[2]

## Belege

## Weiterführende Literatur
- X.-C. Zhang, Hans P. Nooteboom: A taxonomic revision of Plagiogyriaceae. In: Blumea. Band 43, Nr. 2, 1998, S. 401–469, Abstract.